# Robert Neufang
Robert Joseph Neufang (* 7. Januar 1901 in Neunkirchen; † 24. Januar 1972 in Saarbrücken) war ein deutscher Verwaltungsbeamter, kurzzeitig kommunistischer Politiker (KP) und als solcher zwischen Oktober 1946 und Juli 1947 Direktor für Landwirtschaft und Ernährung des Saarlandes. Neufang war ein entschiedener Gegner der Wiedereingliederung des Saarlandes in die Bundesrepublik Deutschland, die Anfang 1957 erfolgte.

## Leben

### Berufliche Karriere
Nach seinem Schulabschluss im Jahr 1916 hatte er zunächst verschiedene Beschäftigungen in Industrie und Handel. Anschließend trat er in den öffentlichen Dienst der Westmark ein und begann, im Ernährungsamt Kaiserslautern zu arbeiten. Dort war er vom 1. September 1941 bis zum 31. August 1945 Abteilungsleiter. Nach dem Ende des Zweiten Weltkrieges übertrug das innerhalb der französischen Besatzungszone agierende Regierungspräsidium Saar Neufang am 9. November 1945 rückwirkend zum 1. September die Leitung des saarländischen Landesernährungsamtes.
Nach der Umwandlung des Regierungspräsidiums in die Verwaltungskommission des Saarlandes wurde er durch Erlass des saarländischen Militärgouverneurs Gilbert Grandval vom 8. Oktober 1946 zum Mitglied dieser Kommission ernannt. Dort amtierte er zwischen dem 20. Oktober 1946 und dem 7. Juli 1947 als Direktor für Landwirtschaft und Ernährung. Als die KP wegen ihrer Ablehnung der engen wirtschaftlichen und politischen Bindung des Saarlandes an Frankreich beschloss, ihren Vertreter aus dem Gremium zurückzuziehen, verließ Neufang – der die antifranzösische Politik nicht unterstützen wollte – im Juni 1947 die Partei, trat allerdings zunächst nicht von seinem Posten zurück. Nachdem er schließlich doch aus der Verwaltungskommission ausgeschieden war, wurde Otto Kindel (DPS) sein Nachfolger im Amt.
Wenige Wochen nach seinem Rücktritt wurde er am 16. August 1947 zum Leiter des saarländischen Landesstraßenverkehrsamtes ernannt; diese Tätigkeit übte er bis zum 1. Juli 1948 aus. Im Jahr 1952 leitete er für einige Monate das Saarpfälzische Institut für Landesforschung und ab dem 1. August 1953 war er Leiter der Regierungsgarage (= Fuhrpark) des Saarlandes. Durch Urkunde vom 12. Mai 1956 versetzte Norbert Brinkmann, damaliger saarländischer Minister für Wirtschaft, Verkehr und Landwirtschaft, ihn ins Postamt 2 zur Direktion der Post- und Telegrafenverwaltung.
Mit Wirkung zum 31. Dezember gleichen Jahres wurde er allerdings abermals versetzt, wogegen Neufang ein Jahr später Einspruch einlegte. Das Ministerium für Wirtschaft, Verkehr und Landwirtschaft lehnte seinen Antrag auf Wiedereinsetzung in seine frühere Stelle bei der Post am 10. April 1958 ab. Dagegen ging Neufang gerichtlich vor – mit Verweis auf Artikel 2, Ziffer 3 der Anlage I des Vertrages von Luxemburg, wonach niemand wegen seiner in der Saarfrage eingenommenen Haltung einer politischen Verfolgung oder einer Beeinträchtigung durch Maßnahmen der öffentlichen Gewalt oder strafrechtlichen oder disziplinarrechtlichen Maßnahmen ausgesetzt sein sollte. Letztlich entschied der Internationale Gerichtshof in Saarbrücken am 20. März 1959 zu seinen Gunsten und Neufang erhielt seine Anstellung bei der Post zurück.

### Sonstiges
Neufang war darüber hinaus seit 1920 Mitglied von Borussia Neunkirchen. Zwischen 1948 und 1950 führte er den Verein als Vorsitzender und setzte in dieser Zeit die Etablierung einer eigenen Saarland-Liga unter dem Dach der Fédération Française de Football durch. Seine politischen Kontakte machte er 1948 geltend, als der Klub das Gelände des Ellenfeldstadions – für das man seit dem Abschluss des Pachtvertrages 1911 ein Vorkaufsrecht im Grundbuch hatte – sowie angrenzende Grundstücke erwarb. Von 1953 bis 1956 fungierte Neufang dann als Ehrenpräsident des Vereins.